# Hans Fredrik Standaerhjelm
Hans Fredrik Standaerhjelm, kallades före adlandet  Standaer, född 18 augusti 1677, död 12 mars 1759, var en svensk underståthållare.

## Bana
Standaerhjelm blev auskultant vid Stockholms Rådhus- och kämnärsrätter 1697, kanslist på generalauditören Holmströms kontor i Krigskollegium i juni samma år. Han blev fältauditör vid armén 26 september 1703 och landssekreterare på Gotland 10 maj 1704, sekreterare vid slottskansliet i Stockholm 4 januari 1706 och underståthållare 19 november 1741.

## Adlande
Standaerhjelm adlades 19 mars 1720.

## Familj
Hans Fredrik Standaerhjelm var son till borgaren och vinskänken i Stockholm Johan Standaert och Margaretha Hoff, dotter till vinskänken i Stockholm Casten Hoff.
Standaerhjelm gifte sig med Catharina Sophia Lothigius, dotter till borgmästaren i Visby Hans Lothigius och Anna Burmeister.